# 木村章司
木村 章司（きむら しょうじ、1977年7月20日 - ）は、日本のプロボクサー。元日本スーパーバンタム級王者（2度獲得）。花形ボクシングジム所属。

## 人物
北海道網走郡美幌町出身。網走支庁初のボクシング興行を行った選手。
萩野崇初主演の映画「HERO?天使に逢えば…」に出演している。鴨居駅近くの飲食店「章舞」の店長等を経て、現在は空調設備会社勤務。

## 来歴
マイク・タイソンに憧れ、美幌北中学の頃から帯広市のボクシングジムに通うようになる。北海道美幌高等学校卒業後、札幌市の北海道ボクシングジムに短期間在籍の後、横浜市の花形ボクシングジムに移籍。
1997年10月3日、横浜文化体育館で花形ジム所属選手としてプロデビュー。4R判定勝利を収めた。
1998年8月23日、横浜アリーナで行われた辰吉丈一郎、坂本博之らのトリプル世界戦のアンダーカードで4回戦を行い、初回KO勝利を収めた。
2000年12月6日、パシフィコ横浜で星野敬太郎が世界王座を獲得した興行では8回戦を行い、4RKO勝利を収めた。同会場で木村は、2001年4月16日の星野が王座陥落した興行で阪東ヒーローに8R判定勝利を収め、2002年1月29日の星野が世界王座に復帰した興行で10R判定勝利を収めた。
2003年4月29日、故郷に凱旋し、美幌町スポーツセンターで行われた10回戦に5RKO勝利を収めた。同年10月19日、自身4度目の横浜文化体育館で元WBA世界フライ級王者セーン・ソー・プルンチットに10RTKO勝利を収めた。
2004年5月23日、北海道立北見体育センターで行われた元WBA世界スーパーフライ級王者ヨックタイ・シスオーとの10回戦では途中、右拳を傷めながら判定勝利。デビュー以来17連勝となった。
2004年10月30日、両国国技館で行われた世界戦のアンダーカードで、WBC世界スーパーバンタム級王座に挑戦し判定負けを喫したばかりの仲里繁と10R判定で引き分け、連勝は17でストップとなった。

### 日本王座獲得
1度目の獲得
2005年4月16日、日本武道館で行われたダブル世界戦のアンダーカードで日本スーパーバンタム級王者中島吉謙に挑戦。10R判定勝利で待望の王座を獲得した。同年9月22日、同王座の初防衛戦で福原力也に10R判定で敗れ、王座を失うと同時に無敗記録が途切れた。2006年4月8日、元WBA世界スーパーバンタム級王者ヨーダムロン・シンワンチャーとの10回戦に判定勝利を収めて再起を果たした。
2006年10月9日、福原から日本王座を奪取した山中大輔に挑戦。10R判定で再戴冠ならず。2007年3月10日、日本2位の宮将来との56.0kg契約10回戦に3-0の判定勝利を収め、再起を果たした。
2007年10月8日、三浦数馬との56.0kg契約10回戦では3Rにダウンを奪ったものの、97-96、95-97、96-96の引分判定となった。2008年6月16日、日本1位の瀬藤幹人との56.0kg契約10回戦で3-0の判定勝利。2月に予定されていた試合が自らの肋骨負傷で延期となっていたが、当初は木村が1位であり、いずれにしても1位と2位の対戦だった。
2度目の獲得
2009年2月25日、第30回チャンピオンカーニバルで日本スーパーバンタム級王者三浦数馬に挑戦。2RKO勝ちで前回対戦時に引き分けて以来の決着をつけるとともに王座復帰に成功した。木村はこの試合に対し、東日本ボクシング協会の平成21年2月度月間最優秀選手賞および4月23日選考の同チャンピオンカーニバル最優秀選手賞を受けた。
2009年6月8日、6位金沢知基を迎えての初防衛戦では終始試合を支配し、9Rに左アッパーでダウンを奪ってKO勝利を収めた。勝利後は改めてWBC世界同級王者西岡利晃への挑戦意欲を語った。この試合に対しても、東日本ボクシング協会の平成21年6月度月間最優秀選手賞を受けた。同年12月14日、1位・芹江匡晋と対戦し、1-2の判定負けで王座を失った。

### 世界王座挑戦
2010年5月20日、タイ・マハーサーラカーム でWBA世界スーパーバンタム級王者:プーンサワット・クラティンデーンジム（ タイ）に同級12位として挑戦。木村は序盤から積極的にパンチを当て、攻撃的な戦いを見せたが、3R終盤から王者に攻め込まれ、4Rに3度のダウンを奪われて2分23秒でKO負けを喫し、王座獲得はならなかった。
タイの水が合わず激しい下痢をおこしていた為に、スタミナが一気に切れたのが王者に攻め込まれる原因であった。
試合終了後、木村は「悔いはない」と語り、現役引退の意向であることを表明した。
しかし、1年半経った2012年に再起。2月14日、後楽園ホールで木村が敗れたプーンサワットからベルトを奪った元WBA世界スーパーバンタム級王者李冽理とフェザー級10回戦で対戦。大方の予想を覆し、2-1のスプリットデシジョンで判定勝ちした。
これによりWBA世界フェザー級スーパー王者であるクリス・ジョンと対決が決まる。
同年5月5日、シンガポールで行われたクリス・ジョンとWBA世界フェザー級スーパー王者を賭けて対戦。しかし、ジョンの壁を崩すことはかなわず0-3、最大9点差がつく大差判定負けを喫した。試合中には鼻骨を骨折していたことも明らかとなった。
この試合を最後に引退を表明。
12月3日、後楽園ホールでの東洋太平洋女子ミニフライ級王座決定戦・花形冴美 vs 黒木優子をメインとする興行にて元WBC世界2階級王者長谷川穂積を相手に引退記念スパーリングを行う。

## 戦績
プロボクシング：31戦24勝 (9KO) 5敗 (1KO) 2分
| 戦           | 日付           | 勝敗 | 時間     | 内容    | 対戦相手                             | 国籍                       | 備考                                                       |
| ------------ | -------------- | ---- | -------- | ------- | ------------------------------------ | -------------------------- | ---------------------------------------------------------- |
| 1            | 1997年10月3日  | 勝利 | 4R       | 判定    | 片山義紀                             | 日本 （横浜さくら）        | プロデビュー戦                                             |
| 2            | 1998年8月23日  | 勝利 | 1R 1:54  | KO      | 佐々木源太                           | 日本（相模原ヨネクラ）     |                                                            |
| 3            | 1998年11月3日  | 勝利 | 4R       | 判定    | 松沼誠太郎                           | 日本 （沖）                |                                                            |
| 4            | 1999年5月6日   | 勝利 | 3R 1:06  | KO      | 青木博志                             | 日本 （金子）              | 東日本スーパーバンタム級新人王トーナメント予選             |
| 5            | 1999年6月8日   | 勝利 | 4R       | 判定3-0 | 石田高士                             | 日本 （斎田）              | 〃                                                         |
| 6            | 1999年7月23日  | 勝利 | 4R       | 判定    | 舘岡陽                               | 日本 （新日本木村）        | 東日本スーパーバンタム級新人王トーナメント準々決勝         |
| 7            | 1999年9月27日  | 勝利 | 4R 0:33  | TKO     | 武田正人                             | 日本 （宮田）              | 東日本スーパーバンタム級新人王トーナメント準決勝／進出辞退 |
| 8            | 2000年3月4日   | 勝利 | 6R       | 判定    | 高野旭                               | 日本（新日本Tカスガ）      |                                                            |
| 9            | 2000年5月30日  | 勝利 | 6R       | 判定    | 山崎唯行                             | 日本 （古口）              |                                                            |
| 10           | 2000年12月6日  | 勝利 | 4R 2:52  | KO      | 金田真英                             | 日本（エイティーン古河）   |                                                            |
| 11           | 2001年4月16日  | 勝利 | 8R       | 判定    | 阪東ヒーロー                         | 日本（フォーラムスポーツ） |                                                            |
| 12           | 2001年9月26日  | 勝利 | 10R      | 判定    | ウィラチャイ・チュワタナ             | タイ                       |                                                            |
| 13           | 2002年1月29日  | 勝利 | 10R      | 判定3-0 | ウィチット・チュワタナ               | タイ                       |                                                            |
| 14           | 2002年9月16日  | 勝利 | 9R 2:15  | TKO     | 梶原隆治                             | 日本 （白井・具志堅）      |                                                            |
| 15           | 2003年4月29日  | 勝利 | 5R 0:58  | KO      | モンコチャイ・シンマナサック         | タイ                       |                                                            |
| 16           | 2003年10月19日 | 勝利 | 10R 1:12 | TKO     | セーン・ソー・プルンチット           | タイ                       |                                                            |
| 17           | 2004年5月23日  | 勝利 | 10R      | 判定2-1 | ヨックタイ・シスオー                 | タイ                       |                                                            |
| 18           | 2004年10月30日 | 引分 | 10R      | 判定1-1 | 仲里繁                               | 日本（沖縄ワールドリング） |                                                            |
| 19           | 2005年4月16日  | 勝利 | 10R      | 判定2-1 | 中島吉謙                             | 日本 （角海老宝石）        | 日本スーパーバンタム級タイトルマッチ                       |
| 20           | 2005年9月22日  | 敗北 | 10R      | 判定0-3 | 福原力也                             | 日本 （ワタナベ）          | 日本王座陥落                                               |
| 21           | 2006年4月8日   | 勝利 | 10R      | 判定3-0 | ヨーダムロン・シンワンチャー         | タイ                       |                                                            |
| 22           | 2006年10月9日  | 敗北 | 10R      | 判定0-2 | 山中大輔                             | 日本 （白井・具志堅）      | 日本スーパーバンタム級タイトルマッチ                       |
| 23           | 2007年3月10日  | 勝利 | 10R      | 判定3-0 | 宮将来                               | 日本 （ヨネクラ）          |                                                            |
| 24           | 2007年10月8日  | 引分 | 10R      | 判定1-1 | 三浦数馬                             | 日本 （ドリーム）          |                                                            |
| 25           | 2008年6月16日  | 勝利 | 10R      | 判定3-0 | 瀬藤幹人                             | 日本 （協栄）              |                                                            |
| 26           | 2009年2月25日  | 勝利 | 2R 1:21  | KO      | 三浦数馬                             | 日本 （ドリーム）          | 日本スーパーバンタム級タイトルマッチ                       |
| 27           | 2009年6月8日   | 勝利 | 9R 1:34  | KO      | 金沢知基                             | 日本 （角海老宝石）        | 日本王座防衛1                                              |
| 28           | 2009年12月14日 | 敗北 | 10R      | 判定1-2 | 芹江匡晋                             | 日本 （伴流）              | 日本王座陥落                                               |
| 29           | 2010年5月20日  | 敗北 | 4R 2:23  | KO      | プーンサワット・クラティンデーンジム | タイ                       | WBA世界スーパーバンタム級タイトルマッチ                    |
| 30           | 2012年2月14日  | 勝利 | 10R      | 判定2-1 | 李冽理                               | 韓国（横浜光）             |                                                            |
| 31           | 2012年5月5日   | 敗北 | 12R      | 判定0-3 | クリス・ジョン                       | インドネシア               | WBA世界フェザー級スーパー王座タイトルマッチ                |
| テンプレート |                |      |          |         |                                      |                            |                                                            |

## 獲得タイトル
- 第29代日本スーパーバンタム級王座（防衛0）
- 第34代日本スーパーバンタム級王座（防衛1）